# درخت نراد پایدار ماند
درخت نراد پایدار ماند (به ژاپنی: 樅ノ木は残った) نام یک مجموعه تلویزیونی تاریخی و هشتمین سری از فیلم‌های مجموعه تلویزیونی تایگا است. این مجموعه توسط ان‌اچ‌کی در سال ۱۹۷۰ میلادی پخش شده‌است. این مجموعه از رمان شوگورو یاماموتو به همین نام اساس گرفته‌است. در این مجموعه نقش داته تسونامونه توسط اونوئه کیکونوسوکه هفتم ایفا شده‌است. داستان فیلم در اوایل دوره ادو و در زمان چهارمین شوگون از شوگون‌سالاری توکوگاوا، توکوگاوا ایه‌تسونا می‌گذرد و در مورد شورش داته است.